# Robyn Lively
Robyn Elaine Lively (7 de febrero de 1972) es una actriz estadounidense, conocida por sus papeles en Teen Witch, Doogie Howser, M.D., Twin Peaks, Savannah y Saving Grace.

## Biografía
Robyn Lively nació en una familia de actores en Powder Springs, Georgia. Hija de la cazatalentos Elaine Lively (nacida McAlpin) y su primer esposo, Ronald Otis (Ronnie) Lively. Sus hermanos son Lori y Jason, y sus medio-hermanos son Eric y Blake.

## Carrera
Lively empezó su carrera a los seis años, debutando en la película  Summer of My German Soldier en 1978. A través de 80s, apareció en película como Silver Spoons y Punky Brewster. También actuó en Wildcats, The Karate Kid Part III, Teen Witch, y Not Quite Human.
Después de que fue aceptada para interpretar a Jessica Andrews en The Karate Kid Part III en 1989, los productores tuvieron que cambiar el argumento de su personaje, ya que Lively solo tenía 16 años en ese momento y quien había sido planeado que fuera su interés amoroso, Ralph Macchio, tenía 27. Las escenas románticas fueron eliminadas del guion.
A los 19, Lively fue nominada a un Emmy por su papel en la serie de 1991, ABC Afterschool Special. En los 90s tuvo papeles recurrentes en Twin Peaks, Doogie Howser, M.D., y Chicago Hope. En 1996 encarnó a Lane McKenzie, uno de los personaje de Savannah.
En 2003 Lively actuó como la agente especial Vivian Blackadder en la serie JAG en los episodios "Ice Queen" y "Meltdown".
En 2008 Lively apareció junto a Holly Hunter en un episodio de Saving Grace y tuvo un papel en Cold Case. En 2010 apareció con sus coprotagonistas de Twin Peaks en Dual Spires y Psych y protagonizó la serie Gortimer Gibbon's Life on Normal Street para Amazon Studios como la madre de Gortimer Gibbon.
En 2022 reaparece en la serie televisiva Cobra Kai

## Filmografía

### Cine
| Año  | Título                                                 | Personaje         | Nota                    |
| ---- | ------------------------------------------------------ | ----------------- | ----------------------- |
| 1986 | The Best of Times                                      | Jaki              |                         |
| 1988 | Buckeye and Blue                                       | Buckeye Thatcher  |                         |
| 1989 | Teen Witch                                             | Louise Miller     |                         |
| 1989 | The Karate Kid Part III                                | Jessica Andrews   |                         |
| 1995 | Dream a Little Dream 2                                 | Rachel Holfield   | directamente para video |
| 2006 | Simon Says                                             | Leanne            |                         |
| 2007 | 7-10 Split                                             | Diane Burke       |                         |
| 2007 | A Dance for Bethany                                    | Abbey             |                         |
| 2008 | The Adventures of Young Indiana Jones: Winds of Change | Nancy Stratemeyer | directamente para video |
| 2008 | Murder.Com                                             | Lauren            | directamente para video |
| 2010 | Letters to God                                         | Maddy Doherty     |                         |
| 2011 | Sironia                                                | Barbara           |                         |
| 2011 | Brother's Keeper                                       | Macaire Leemaster |                         |
| 2014 | Ouija                                                  | Mrs. Galardi      |                         |
| 2015 | Chasing Ghosts                                         | Lydia Simmons     | directamente para video |
| 2017 | Small Town Crime                                       | Deborah Nevile    |                         |
| 2020 | Through the Glass Darkly                               | Charlie           |                         |
| 2023 | National Anthem                                        | Fiona             |                         |
| 2023 | Best Clowns                                            | Donna             |                         |

### Televisión
| Año     | Título                                                         | Personaje                            | Nota                                       |
| ------- | -------------------------------------------------------------- | ------------------------------------ | ------------------------------------------ |
| 1978    | Summer of My German Soldier                                    | Sharon Bergen                        | película de televisión                     |
| 1983    | Boone                                                          | Amanda                               |                                            |
| 1984    | Knight Rider                                                   | Becky Phillips                       |                                            |
| 1984    | Punky Brewster                                                 | Lisa                                 |                                            |
| 1985    | ThenNew Leave It to Beaver                                     | Tracy                                | 2 episodios                                |
| 1986    | Wildcats                                                       | Alice Needham                        | Feature film                               |
| 1986    | Fuzzbucket                                                     | Stevie Gerber                        | película de televisión                     |
| 1986    | Silver Spoons                                                  | Tammy                                |                                            |
| 1986    | Starman                                                        | Beth McGovern                        |                                            |
| 1986    | Amazing Stories                                                | Kate                                 |                                            |
| 1987    | Not Quite Human                                                | Becky Carson                         | película de televisión                     |
| 1988    | The Dictator                                                   | Reggie Domino                        |                                            |
| 1989    | 21 Jump Street                                                 | Helen Ackerly                        |                                            |
| 1989    | Not Quite Human II                                             | Becky Carson                         | película de televisión                     |
| 1990    | Teen Angel Returns                                             | Cindy                                | reparto principal (as Robyn Elaine Lively) |
| 1990    | Parker Lewis Can't Lose                                        | Tracy Lee Summers                    | 1 episodio                                 |
| 1990-91 | Twin Peaks                                                     | Lana Budding Milford                 | reparto recurrente                         |
| 1991    | ABC Afterschool Special                                        | Melissa Harmon                       |                                            |
| 1991    | Crazy from the Heart                                           | Franny Peyton                        | película de televisión                     |
| 1991-93 | Doogie Howser, M.D.                                            | Nurse Michele Farber                 | reparto recurrente                         |
| 1992    | In Sickness and in Health                                      | Holly                                | película de televisión                     |
| 1992    | Freshman Dorm                                                  | Molly Flynn                          | reparto principal                          |
| 1993    | Quantum Leap                                                   | Annie Wilkins                        |                                            |
| 1993    | The Young Indiana Jones Chronicles                             | Nancy Stratemeyer                    |                                            |
| 1993    | Precious Victims                                               | Wendy McBride                        | película de televisión                     |
| 1993    | Against the Grain                                              | Jill Clemons                         | reparto recurrente                         |
| 1994-95 | Chicago Hope                                                   | Nurse Maggie Atkisson                | 8 episodios                                |
| 1996    | The Adventures of Young Indiana Jones                          | Nancy Stratemeyer                    | película de televisión                     |
| 1996-97 | Savannah                                                       | Lane McKenzie Collins                | reparto principal                          |
| 1997    | Early Edition                                                  | Jenny Sloane                         |                                            |
| 1997-98 | George and Leo                                                 | Casey Wagonman #2                    | reparto principal                          |
| 1998    | Love Boat: The Next Wave                                       | Penelope Michaels                    |                                            |
| 1999    | The Adventures of Young Indiana Jones: Spring Break Adventures | Nancy Stratemeyer                    | película de televisión                     |
| 1999    | The X-Files                                                    | Angela Schiff                        |                                            |
| 1999    | Sam Churchill: Search for a Homeless Man                       | Laura Anders                         | película de televisión                     |
| 2000    | Chicken Soup for the Soul                                      | Sophie Calloway                      |                                            |
| 2000    | Santa Who?                                                     | Claire Dreyer                        | película de televisión                     |
| 2002    | The District                                                   | Jodi                                 |                                            |
| 2002    | Another Pretty Face                                            | Andrea 'Andie' Chase                 | película de televisión                     |
| 2003    | Crossing Jordan                                                | Connie                               |                                            |
| 2003    | JAG                                                            | NCIS Special Agent Vivian Blackadder |                                            |
| 2003    | The Drew Carey Show                                            | Erin                                 |                                            |
| 2003    | American Dreams                                                | Sister Grace                         |                                            |
| 2004    | Strong Medicine                                                | Connie                               |                                            |
| 2005    | Mystery Woman                                                  | Madeline                             | película de televisión                     |
| 2005    | CSI: NY                                                        | Sarah Myers                          |                                            |
| 2006    | Nip/Tuck                                                       | Miss Hudson                          |                                            |
| 2007    | Johnny Kapahala: Back on Board                                 | Carla                                | película de televisión                     |
| 2007    | Cold Case                                                      | Miriam Gunden                        |                                            |
| 2007    | Saving Grace                                                   | Darlene Dewey                        |                                            |
| 2008    | Criminal Minds                                                 | Abby Corbin                          |                                            |
| 2008    | 30 Rock                                                        | Kelsey Winthrop                      |                                            |
| 2009    | Alligator Point                                                | Gina                                 | película de televisión                     |
| 2010    | The Mentalist                                                  | Sadie Harrington                     |                                            |
| 2010    | Psych                                                          | Michelle Barker                      |                                            |
| 2011    | Who Is Simon Miller?                                           | Meredith Miller                      | película de televisión                     |
| 2012    | Longmire                                                       | Connie Mallery                       |                                            |
| 2013    | It's Always Sunny in Philadelphia                              | Kerry                                |                                            |
| 2014    | Gortimer Gibbon's Life on Normal Street                        | Claire Gibbon                        | reparto principal                          |
| 2018    | Hawaii Five-0                                                  | Helen Meech                          |                                            |
| 2018    | Code Black                                                     | Pamela Kessler                       |                                            |
| 2019    | The Good Doctor                                                | Diane Monroe                         |                                            |
| 2019    | Dwight in Shining Armor                                        | Lady Ermingarde                      |                                            |
| 2019    | Into the Dark                                                  | Val                                  |                                            |
| 2019    | The Affar                                                      | Lauren                               |                                            |
| 2019    | Light as a Feather                                             | Deb Brady                            | reparto recurrente                         |
| 2020    | %he Rookie                                                     | Mrs. Dayton                          |                                            |
| 2020    | All Rise                                                       | Nancy Frost                          |                                            |
| 2021    | 9-1-1: Lone Star                                               | Marlene Harris                       | reparto recurrente                         |
| 2022    | Cobra Kai                                                      | Jessica Andrews                      |                                            |

| Año  | Título         | Personaje | Nota |
| ---- | -------------- | --------- | ---- |
| 1993 | Return to Zork | Fairy     |      |